# 长带条鳅
长带条鳅（学名：Nemacheilus longistriatus）一种分布泰国、老挝、柬埔寨及中国云南省西双版纳州等地澜沧江-湄公河流域的鱼类，隶属于条鳅科条鳅属。

## 形态特征
长带条鳅身体修长，头近圆，口下位。体侧有一从鳃盖后缘延伸至尾柄基部的黑色纵带；纵带上覆盖着9～11个边缘模糊的棕黑色斑点；背部有9～12个棕黑色鞍状斑。